# Port lotniczy Santa Elena de Uairén
Port lotniczy Santa Elena de Uairén (IATA: SNV, ICAO: SVSE) – port lotniczy położony w Santa Elena de Uairén, w stanie Bolívar, w Wenezueli.